# Рагби клуб Бијели зечеви
Рагби клуб Бијели зечеви је рагби клуб из Бање Луке. Оснивач и тренер клуба је Сретен Зец. Први тренинг је одржан 7. марта 2012. године, а оснивачка сједница клуба 27. маја исте године. Клуб своје утакмице игре на стадиону Крајина у Бањој Луци.

## Историја
Прву званичну утакмицу клуб је одиграо 7. јула 2012. године, а противник је био београдски рагби клуб Црвена звезда. Клуб се такмичи Првој рагби лиги Србије и у Прва рагби лига Републике Српске.